# 灰背杜鹃
灰背杜鹃（学名：Rhododendron hippophaeoides）为杜鹃花科杜鹃花属下的一个种。

## 扩展阅读
- 維基物種上的相關：灰背杜鹃